# Campeonato Europeu de Beisebol de 1971
O Campeonato Europeu de Beisebol de 1971 foi a 12º edição do principal torneio entre seleções nacionais de beisebol da Europa. A campeã foi a Seleção Neerlandesa de Beisebol, que conquistou seu 9º título na história da competição. O torneio foi sediado na Itália.